# Viktor Polesný
Viktor Polesný (* 13. května 1948 Praha) je český režisér a scenárista.
Otec Viktor (1899–1972) byl důstojníkem, matka Emilie Hořejšová (1912–1977). Vystudoval dokumentární tvorbu v Praze na FAMU (absolvoval 1977). Poté nastoupil do Československé televize, kde působil do roku 1986 a následně do roku 1990 působil v Krátkém filmu Praha. Manželka Lenka je filmová střihačka.

## Tvorba

### Dokumentární filmy
- 1976 – Malíř č. 855
- 1977 – Nezavěšujte, prosím, jste v pořadí
- 1978 – Potomci
- 1981 – Narozeniny, Zkouška na koncert
- 1982 – Domeček
- 1983 – Dítě ze zkumavky
- 1984 – Operace
- 1986 – Poločas rozpadu
- 1987–1990 – cyklus Toulky po Praze
- 1990 – Nešťastná šťastná Hana Hegerová (hudební medailon)
- 1992 – Zrcadlení E. Schorma
- 1993 – Zpráva o náhlé nehodě
- 1994 – Spiritus kontra spiritum
- 1998 – Fenomén Kohout
- 1999 – Semafor atd. (dokumentární seriál)
- 2002 – Miroslav Macháček
- 2003 – Dvanáct (Po čtyřiceti letech)
- 2020 – Mistři medicíny (6 dílů)

### Hraný film a televize
- 1986 – Stopy ve skle
- 1988 – Faust – spolurežie
- 1988 – Nedosněné sny
- 1991 – Divertimento, Smlouva, Biletářka, Imaginární portrét
- 1992 – Zítra to spustíme
- 1993 – Hostina, Hadí pohledy
- 1994 – Divadelní román, Prázdninové známosti, Německý uprchlík
- 1995 – Ruleta, Rukama nevinnosti
- 1996 – Jasnovidka
- 1997 – Ještě není pozdě, Trampoty pana Humbla
- 1998 – Milenec lady Chatterleyové, Abiturientský večírek, Berenika stříhá vlasy
- 1999 – Sjezd abiturientů
- 2000 – Ani svatí, ani andělé
- 2001 – O ztracené lásce (9dílný TV seriál)
- 2002 – Nevěsta s velkýma nohama
- 2003 – Nadměrné velikosti – Čas grundlí, Hodina tance a lásky, Malovaný děti
- 2004 – Revizor, Milenci & Vrazi
- 2005 – Zastřený hlas, Vítězství
- 2007–8 – Nemocnice na kraji města – nové osudy
- 2010 – Sama v čase normálnosti
- 2011 – Cizinec a krásná paní
- 2016 – Zločin v Polné
- 2017 – Monstrum[1]
- 2020 – Past

### Divadelní inscenace
- 1989 – Zločin a trest
- 1990 – Čekání na Godota
- 1992 – August, August, august, Výhybkáři
- 1993 – Macbeth
- 1996 – Poslední Yankee, Dar Gorgony
- 1997 – Křehká rovnováha
- 1998 – Markýza de Sade
- 2002 – Král umírá
- 2003 – Smrt obchodního cestujícího
- 2005 – Balada o smutné kavárně

### Scénáře
- 1989 – Nedosněné sny
- 1994 – Divadelní román
- 1996 – Poe a vražda krásné dívky
- 1998 – Milenec lady Chatterleyové
- 2003 – Hodina tance a lásky
- 2004 – Milenci & Vrazi
- 2005 – Vítězství

### Námět
- Dárek pro Borise Rösnera

### Scéna
- Trůn milosrdenství

### Kostýmy
- Trůn milosrdenství

## Trilogie
Naděje – Zrada – Bezčasí v rámci projektu Cirkus totality. Naděje, první díl triptychu, zachycuje společenské a kulturní uvolnění v Československu před sovětskou okupací 21. srpna 1968. Zrada vypráví o postupném procitání z euforie do reality posrpnových měsíců. Závěrečná část Bezčasí zobrazuje československou společnost v období normalizace na cestě ke kolaboraci a zapomnění. Diváka dovede až k listopadu 1989. Viktor Polesný při tvorbě dokumentů vycházel z archivních materiálů Krátkého filmu a České televize.